# Sapignicourt
Sapignicourt é uma comuna francesa na região administrativa do Grande Leste, no departamento de Marne. Estende-se por uma área de 4.82 km², e possui 416 habitantes, segundo o censo de 2018, com uma densidade de 86 hab/km².